# 平野啓子
平野 啓子（ひらの けいこ、1960年9月8日 - ）は日本のフリーアナウンサー・語り部（かたりすと）、一般財団法人防災検定協会元理事長、大阪芸術大学放送学科教授、武蔵野大学非常勤講師（伝統文化研究）。語り研究会主宰。

## 来歴
- 静岡県沼津市出身。東京都府中市で育つ[1]。
- 東京都立国立高等学校から早稲田大学第一文学部卒業。
- 1981 大学在学中に第25代ミス東京に選出[2]。
- 東京都歴史文化財団勤務。
- 1987.4～1988.3 『新車情報』（TVKテレビ）アシスタント。
- 1990.4～1993.3 『NHKモーニングワイド』土曜キャスター（7:30（首都圏ローカル枠）～8時台）[1]。
- 1993 『琉球の風』「ちゅら海紀行」ナレーター。
- 1994 『花の乱』「花の乱紀行」ナレーター。
- 1995.4～1997.3 『NHKニュースおはよう日本』土日祝キャスター[1]。
- 1995.12.18 「戦後50年を記念する集い」（国立劇場）司会進行。
- 『毛利元就』本編ナレーター・多美役。
- 1997 舞台公演『鶴八鶴次郎』で第52回文化庁芸術祭大賞受賞。NHK『芸術劇場「平野啓子語りの世界〜しだれ桜〜」』でギャラクシー賞奨励賞受賞。
- 『NHK歌壇』（NHK Eテレ、2005年度から『NHK短歌』に名称変更）[3]司会進行。
- 2000.9 「恋地獄」（作詞作曲：遠藤実）で演歌歌手デビュー。
- 2003 第24回松尾芸能賞優秀賞を受賞。
- 2005 『義経』「義経紀行」語り。
- 2008 第8回徳川夢声市民賞を受賞。
- 2009.4～2010.3 平野啓子の語りの世界（ABCラジオ 土曜日）[4]
- 2010 平成22年度文化庁長官表彰を受賞。
- 2010.9～『平野啓子の語りの子たち』（ABCラジオ 月曜日）[5]
- 2014.1.2 『影武者 徳川家康』語り。
- 2016.12.10 『古舘トーキングヒストリー ～忠臣蔵、吉良邸討ち入り完全実況～』ナレーション。
- 2018.1.6 『古舘トーキングヒストリー ～戦国最大のミステリー 本能寺の変、完全実況～』ナレーション。
- 2019.1.5 『古舘トーキングヒストリー ～幕末最大の謎 坂本龍馬暗殺、完全実況～』ナレーション。

- 名作・名文を暗誦する語り芸術家として、古典・近代・現代の名作舞台公演を国内外でおこなっている。
- 各種ナレーター・朗読・各種司会、コラムやエッセイの執筆、語りのCD・DVD・ビデオの出版をしている。

## 社会的活動
- 文部科学省中央教育審議会委員、「学びんピック」認定委員、日本ユネスコ国内委員会委員（6年）、農林水産省食糧・農業・農村政策審議会委員、オーライ!ニッポン会議副代表、内閣府中央防災会議専門調査会委員などの政府委員会委員等歴任。2012年3月、日本ユネスコ国内委員会初代広報大使就任。
- 大阪芸術大学放送学科教授、武蔵野大学非常勤講師（伝統文化研究）。
- 語り研究会主宰。
- 2013年5月、ジュニア防災検定を実施する一般財団法人防災検定協会理事長に就任。
- ミス東京のほか、静岡県沼津市と同観光協会主催の観光大使「燦々ぬまづ大使」に第5・7・14期生（1995年・1997年・2004年）として選ばれる。

## 著書
- 平野啓子の語り美人（大和出版、1999年）ISBN 9784804702629
- 短歌のこころ 語りの心（リヨン社）
- 兼好に恋して徒然草に学ぶ（あすとろ出版）

## CD・カセットシングル
- 恋地獄/しだれ桜（ポリドール、2000年）

## 語り・ 朗読CD
- 源氏物語 若菜上・下「紫の上」「女三の宮」（インターナショナル・カルチャー）
- クリスマス・キャロル（Fontec）
- しだれ桜（新潮社）
- ラヴ・ユー・フォーエバー（Victor）
- 平野啓子語りの世界「落葉樹」「ちっちゃなかみさん」（NHKサービスセンター）
- 朗読CDシリーズ「心の本棚～美しい日本語」日本の詩歌 名作選2（キング）
- 走れメロス（ユニバーサルミュージック）
- 藪の中／山月記（ユニバーサルミュージック）

## CDBook
- 声に出して読みたい日本語（草思社）

## ビデオ
- 平野啓子語りの世界1「しだれ桜」（NHKサービスセンター）
- 平野啓子語りの世界2「落葉樹」（NHKサービスセンター）
- DVD 原典「平家物語～祇王」（ハゴロモ）
- DVD 原典「平家物語」巻第1（全13巻）（ハゴロモ）